# فيليب أودينيت

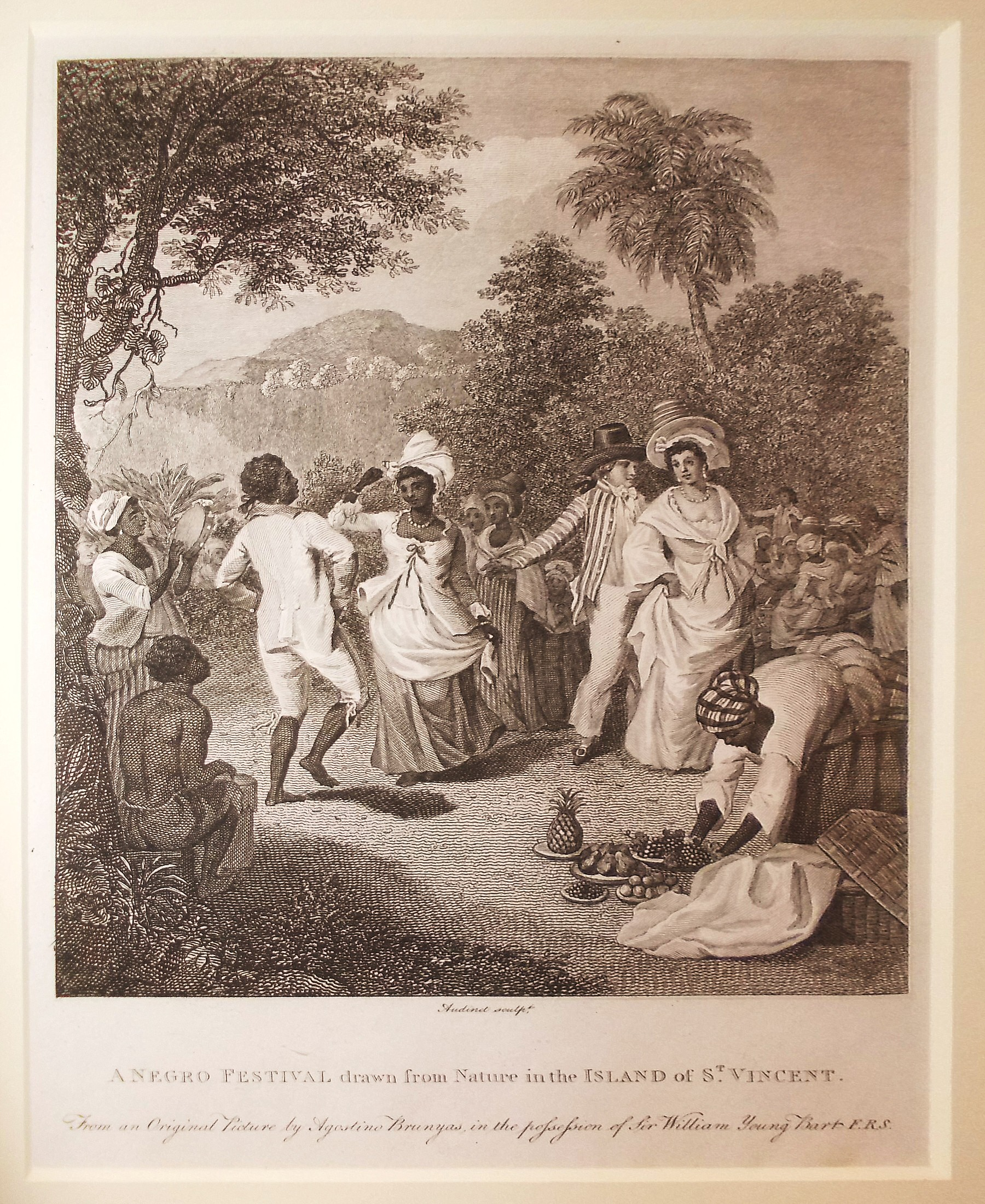
نقش أودينيت ، مهرجان نيغرو مأخوذ من الطبيعة في جزيرة سانت فنسنت

كان فيليب أودينيت (1766-18 ديسمبر 1837) نقاشًا إنجليزيًا.

## حياته
ينحدر من عائلة فرنسية جاءت إلى إنجلترا بعد إلغاء مرسوم نانت ، ولد أودينيت في سوهو بلندن وعمل في تدريب مهني مع جون هول . تم تعيينه في قسم الصور لمجلة السير الذاتية لهاريسون وشركاه وأعمال أخرى.
توفي أودينيت في لندن في 18 ديسمبر 1837، ودُفن في كنيسة القديس غيلز .